# 選択家族
選択家族（選ばれた家族、見出された家族、近親者、ハーナイ家族とも呼ばれる）とは、LGBTコミュニティ、性的に前向きなBDSMコミュニティ、退役軍人の集まり、身体的・物質的虐待を克服した支援コミュニティ、実の親とほとんどまたはまったく接触のない友人の集まりなどによく見られる形態であり、個人の生活の中で、支援制度としての家族の典型的な役割を満たしている人々の集まりを指す。この用語は、「出身家族」（生物学的な家族または養育された家族）と、その理想的な役割を積極的に引き受ける家族とを区別している。

## 知名度
個人主義の高まりと、LGBTQ+コミュニティのような社会的支援の必要性が相まって、「選択家族」という言葉が一般的に使われるようになった。ユーロモニター・インターナショナル社によると、1980年から2011年の間に1人暮らしの世帯数は世界で倍増し、約1億1,800万世帯から2億7,700万世帯に増加し、2020年には3億3,400万世帯になると言われている。核家族化が進んでいた時代とは異なり、個々人で生活する人が増えたことで、家族に対する文化的な理解や社会的な規範が変化している。カリフォルニア大学ロサンゼルス校の研究者パトリシア・グリーンフィールドは、過去2世紀に出版された100万冊以上の書籍を分析した結果、「義務」、「権威」、「服従」、「帰属」などの言葉が時を経るごとに減少し、「選択」、「個人」、「自己」、「個性」などの言葉が使われるようになったと述べている。 同様に、家族はもはや、婚姻や親権といった厳格な要因によって定義されるものではない。ドイツの社会学者ウルリッヒ・ベックは、現代社会においては「結婚は性欲から差し引かれ、性欲は親権から差し引かれ、親権は離婚によって乗じられ、同居や別居によって全体が分割され、複数の住居の可能性や決定権を取り戻す可能性が常に存在することによって、より高い水準に引き上げられる」と述べている。

## LGBTQ+の選択家族
LGBTQ+のコミュニティでは、選択家族に出身家族の一員が含まれることもあれば、含まれないこともある。同様に、LGBTQ+の個人は、選択家族と出身家族の両方の中で活動することがあり、双方は仲良くなることも、そうならないこともある。この用語は、多くのLGBTがカミングアウトした際に、育った家族からしばしば一家の恥だとして拒絶されるという事実に由来している。家族制度として、選択家族は、社会的合法性、代理の悲しみ、直接受傷および代理受傷、さらには性的緊張などの固有の問題に直面する可能性がある。

### 社会的合法性
法的な保護手段がなければ、医療機関、教育機関、行政機関などが自分たちの合法性を認めてくれない場合、選択家族は苦労することになる。同性結婚、シビル・ユニオン、LGBTの養子縁組を認めていない世界の多くの地域では、社会的合法性の問題はさらに複雑になり、結果として、選択家族の一員が愛する者たちを承認したり、そのために署名したり、代理したり、主張したり、守ったりするために、嘘をつかなければならないような不安定な状況になることがある。

### 代理の悲しみ
選択家族の一員が元の家族から勘当されていた場合、怒りや喪失感、不安な愛着を新しい家族に転嫁することで、代理の悲しみを経験することがある。これは、元の家族との不必要な比較や、人々が出身家族のように振る舞うのではないかという継続的な考えや期待として現れることがある。逆に選択家族は、自分の感情が新しい家族のシステムに影響を与えたり、失望させたりしたくないために、悲しみを抑圧することもある。

### 直接受傷および代理外傷
出身家族と選択家族は、どちらも心的外傷の直接受傷および代理受傷に対処することができるが、選択家族は、物事を深く洞察するという彼ら特有の性質上、セラピーでこれらの問題をより頻繁に扱うことがある。例えば、LGBTQ+の選択家族は、お互いに共感し理解し合えるLGBTQ+の人々で構成されていることが多いため、抑圧や社会的少数者のストレスの経験が、家族単位全体の直接的な心的外傷になることがある。同様に、直接の被害者ではないのに、誰かに心的外傷反応が生じると定義される代理受傷も、さらなる心的外傷や感情的疲労を引き起こす可能性がある。

### 性的緊張
選択家族の多くは、厳密にプラトニックな関係だが、中にはロマンチックな、あるいは性的な領域にまで踏み込むも者もいる。特に、生物学的な関係を持たない成人同士が、帰属意識、承認、受容、無条件の愛を共有する場合に見られる。これは、性的に前向きなBDSMやポリアモリーのコミュニティでよく見られる現象だが、信頼関係が魅力を育み始めると、友人関係においても頻繁に起こる。これは、選択家族の中では、関係の意図が動的に変化するため、時に混乱を招くことがある。また、閉鎖的な恋愛関係や性的関係が、より家族的な関係に移行することも珍しくない。このようにして、「古い友人が新しい配偶者になるのと同様に、古い恋人が新しい兄弟姉妹になることもある」。